# Egipt w średniowieczu
Średniowieczny Egipt – okres w dziejach Egiptu obejmujący czasy od panowania bizantyńskiego do podboju tureckiego. Umownie rozpoczyna się on w roku 395, w którym doszło do ostatecznego podziału Cesarstwa Rzymskiego na wschodnie i zachodnie, a kończy wraz z upadkiem państwa mameluków w 1517 i rozpoczęciem panowania tureckiego. Jakkolwiek istnieje również tendencja do utożsamiania historii średniowiecznego Egiptu tylko z przedtureckimi czasami islamskimi. Wówczas nie wlicza się do tego okresu panowania bizantyńskiego (395–642), które było kontynuacją rządów rzymskich. Historia Egiptu w średniowieczu da się podzielić na kilka zasadniczych i dość odrębnych okresów. W żadnym z nich nie istniało państwo stricte egipskie, choć w niektórych Egipt był ośrodkiem większych organizmów państwowych, które jednak opierały się na ludności napływowej.

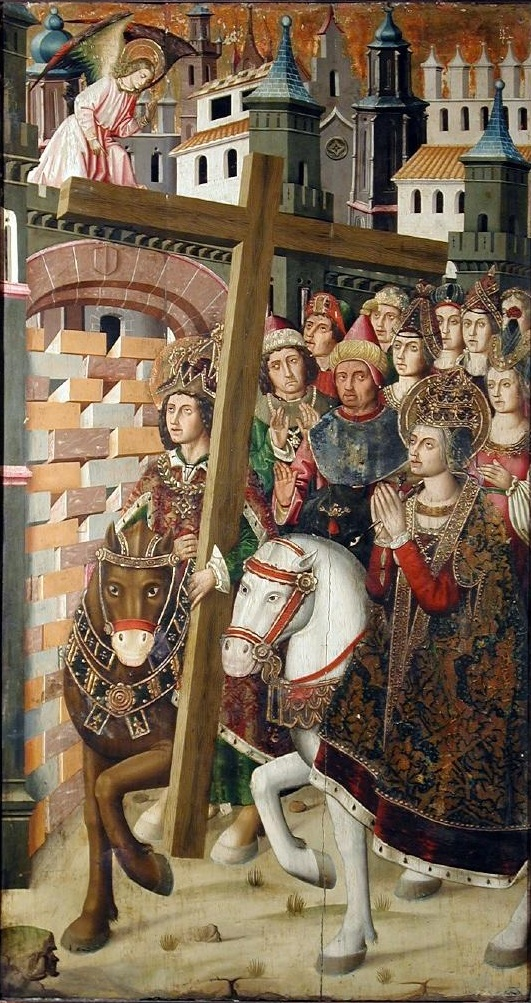
Cesarz Herakliusz wkracza do Jerozolimy. Był to ostatni cesarz bizantyński, który przywrócił na krótko władzę Greków nad Egiptem.

## Egipt bizantyński (395–645)
Ostateczny podział Cesarstwa Rzymskiego dokonany w 395 roku przez Teodozjusza Wielkiego początkowo niewiele zmienił w sytuacji Egiptu. Prowincja ta ze względu na swoje położenie była na uboczu bieżących problemów imperium i cieszyła się względnym spokojem. Egipt pozostał jednym z najbogatszych krajów nad Morzem Śródziemnym, a jego ziemie nie były niszczone przez najazdy barbarzyńców doby wielkiej wędrówki ludów. Kryzys władzy bizantyńskiej nastąpił w związku z pojawieniem się w V wieku herezji monofizyckiej, która stała się popularna w prowincjach wschodnich cesarstwa, w tym w Egipcie. Krwawe prześladowania i zaburzenia związane z walkami religijnymi podkopywały supremację Konstantynopola. Ostatecznie Egipt padł ofiarą obcych najazdów w VII wieku. Najpierw w latach 618–621 kraj został podbity przez irańską (perską) dynastię Sasanidów, którzy usiłowali odtworzyć starożytne imperium. Persów zdołał pokonać cesarz bizantyński Herakliusz i w 629 roku przywrócił na krótko władzę grecką nad prowincją. W 633 rozpoczęły się ataki koczowników arabskich, którzy po zajęciu szeregu ziem należących do Bizancjum i Iranu w 640 roku rozpoczęli podbój Egiptu. W 642 roku upadła stołeczna Aleksandria, a w 645 cały Egipt znalazł się pod panowaniem arabskim.

Podboje arabskie
Za czasów Mahometa, 622–632
Pierwszych kalifów, 632–661
Kalifatu Umajjadów, 661–750

     Za czasów Mahometa, 622–632
     Pierwszych kalifów, 632–661
     Kalifatu Umajjadów, 661–750

## Panowanie arabskie (640–1250)

### Egipt częścią imperium arabskiego (640–868)
Arabski podbój Egiptu okazał się trwały ponieważ najeźdźcy nie prześladowali w tym czasie egipskich chrześcijan – co zdarzało się ze strony Konstantynopola, który usiłował strzec prawowierności w całym imperium. W pierwszym okresie, gdy imperium zachowywało jedność Egipt był tylko jedną z wielu jego prowincji. Stolicą Kalifatu został najpierw, za dynastii Umajjadów Damaszek (661–750), a po zwycięstwie Abbasydów został nią bardziej odległy od Egiptu Bagdad (750–868). Wielki rozrost terytorialny imperium arabskiego i różnorodność ludów je zamieszkujących kryły w sobie zalążki jego szybkiego rozpadu. Niemniej Egipt był w tym czasie na tyle ważną i nieperyferyjną prowincją, że utrudniało to jego ewentualne uniezależnienie się. W okresie tym nastąpiła dość szybka islamizacja kraju, choć chrześcijanie egipscy obrządku koptyjskiego nie zostali nigdy nawróceni do końca i do dziś stanowią ok. 10% ludności Egiptu. Muzułmańscy zdobywcy Egiptu przenieśli stolicę kraju z chrześcijańskiej i greckiej Aleksandrii w głąb kraju. Kilkakrotnie zmieniana, ostatecznie została ustalona w Kairze, który pozostał stolicą i największym miastem Egiptu do dziś.

### EgiptTulunidów(868–905)

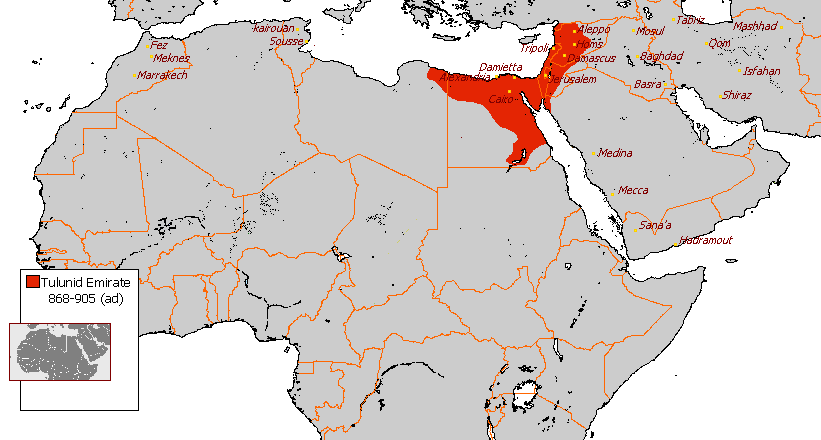
Najdalszy zasięg państwa Tulunidów

Wraz z upływem czasu władza kalifów w Bagdadzie stawała się coraz słabsza i zaczęła ograniczać się do aspektów religijnych. W trudzie rządzenia w częściach ogromnego imperium zastępowali kalifów zarządcy zwani emirami. Abbasydzi obawiając się ambicji arabskich możnych na emirów wyznaczali często ludzi pochodzenia tureckiego lub irańskiego. Liczyli na ich większą lojalność względem władców, którym zawdzięczali całą swą pozycję. Jednak z czasem siły odśrodkowe stały się na tyle silne, a egalitaryzm islamu na tyle niwelował problem pochodzenia emirów, że umożliwił im usamodzielnienie się względem Bagdadu. Pierwszym namiestnikiem (emirem) Egiptu, który zerwał swą zależność wobec kalifa był dawny gwardzista tureckiego pochodzenia, Ahmad Ibn Tulun (868–884). Władza Tulunidów objęła oprócz Egiptu także Palestynę i Syrię. Jednak ich siła osłabła bardzo za panowania prawnuka Ahmada Ibn Tuluna – Haruna (896–904), którego rządy sprowadzały się do korzystania z uciech życia dworskiego. Wykorzystali to Abbasydzi, którzy w 904 roku zaatakowali emirat. Zdołali zdobyć Syrię, a po zamordowaniu Haruna przez jego żołnierzy wkroczyli do Egiptu, gdzie zmusili jego następcę Szajbana do ucieczki (905).

### Restauracja władzy Abbasydów (905–935)
Jakkolwiek władza Abbasydów została odrestaurowana, to sam problem słabości kalifów nie został zażegnany. Krucha jedność Egiptu ze stołecznym Bagdadem została zerwana w 935 roku, gdy kalif Ar-Radi został zmuszony oddać faktyczną władzę w ręce tureckiego gwardzisty Ibn Raika, który otrzymał tytuł „emira emirów”. Upadek realnej władzy kalifa pozbawił skrupułów zarządców prowincji, którzy dotychczas uznawali autorytet następców Mahometa. Ponieważ Egipt był najbogatszą z prowincji abbasydzkich, szybko też rozpoczęła się walka o panowanie nad nim.

### PaństwoIchszydydów(935–969)
Nowe państwo i dynastię rządzącą Egiptem ponownie założył przybysz pochodzenia tureckiego, Muhammad Ibn Tughdż, który w roku 935 zerwał z Bagdadem. W odróżnieniu od Tulunidów nowy władca zdołał w roku 939 zdobyć uznanie swej władzy ze strony kalifa, który nadał Muhammadowi tytuł „ichszid” (oznaczający po persku „księcia”). Od tytułu tego ukuta została nazwa dynastii. Ibn Tughdż nie zadowolił się tylko panowaniem nad Egiptem i wkrótce opanował Palestynę i Syrię (941) oraz Al-Hidżaz (942). Potęga dynastii trwała jednak krótko. Po śmierci jej założyciela władzę sprawowali formalnie kolejno jego synowie. W praktyce krajem rządził jako regent czarnoskóry eunuch rodem z Abisynii – Abu al-Misk Kafur, który w 966 roku sięgnął po pełnię władzy. Za jego rządów kraj musiał odpierać ataki Hamdanidów, którzy zajęli część Syrii. Po śmierci Kafura Egipt został od zachodu najechany i podbity przez nowych zdobywców – szyicką (isma’ilicką) dynastię Fatymidów (969).

### KalifatFatymidów(969–1169)

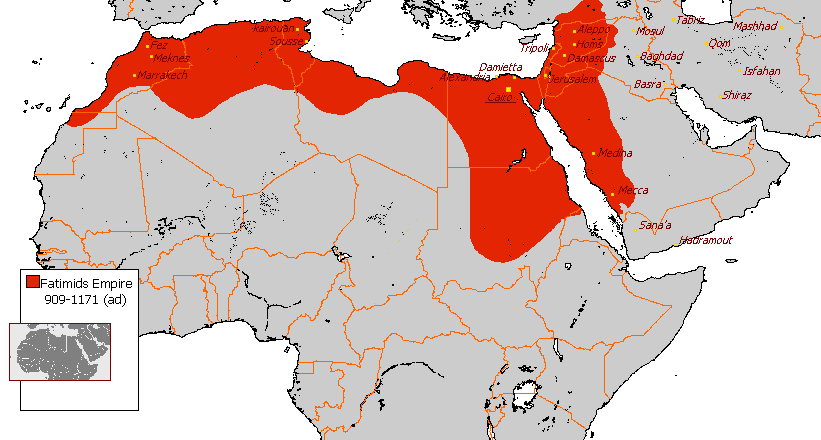
Najdalszy zasięg władzy Fatymidów

Jakkolwiek Fatymidzi byli zdobywcami, którzy przybyli do Egiptu z Tunezji, szybko przenieśli centrum swego państwa do znacznie bogatszego i bardziej cywilizowanego kraju nad Nilem. Wspaniale rozbudowali wówczas Kair, który dopiero za ich panowania stał się niekwestionowaną stolicą Egiptu i jednym z najważniejszych miast Świata Islamu. Nazwa dynastii pochodzi od Fatimy, córki Mahometa od której wywodzili swe pochodzenie jej członkowie. Państwo Fatymidów było jednym z najpotężniejszych w historii średniowiecznego islamu, a sami Fatymidzi założyli konkurencyjny wobec Bagdadu, szyicki kalifat. W okresie apogeum potęgi Fatymidzi rządzili całą Północną Afryką, od Maroka poprzez Algierię, Tunezję po Egipt oraz Palestyną, Syrią i Al-Hidżazem. Ponieważ Isma’iliccy władcy tego imperium byli w zdecydowanej mniejszości, cechowała ich daleko posunięta tolerancja – nie tylko w stosunku do wyznawców pozostałych odłamów islamu, ale również wobec chrześcijan i żydów. Fatymidzi swą siłę militarną w Egipcie oparli na armii mameluków – niewolników kipczackich lub kaukaskich.

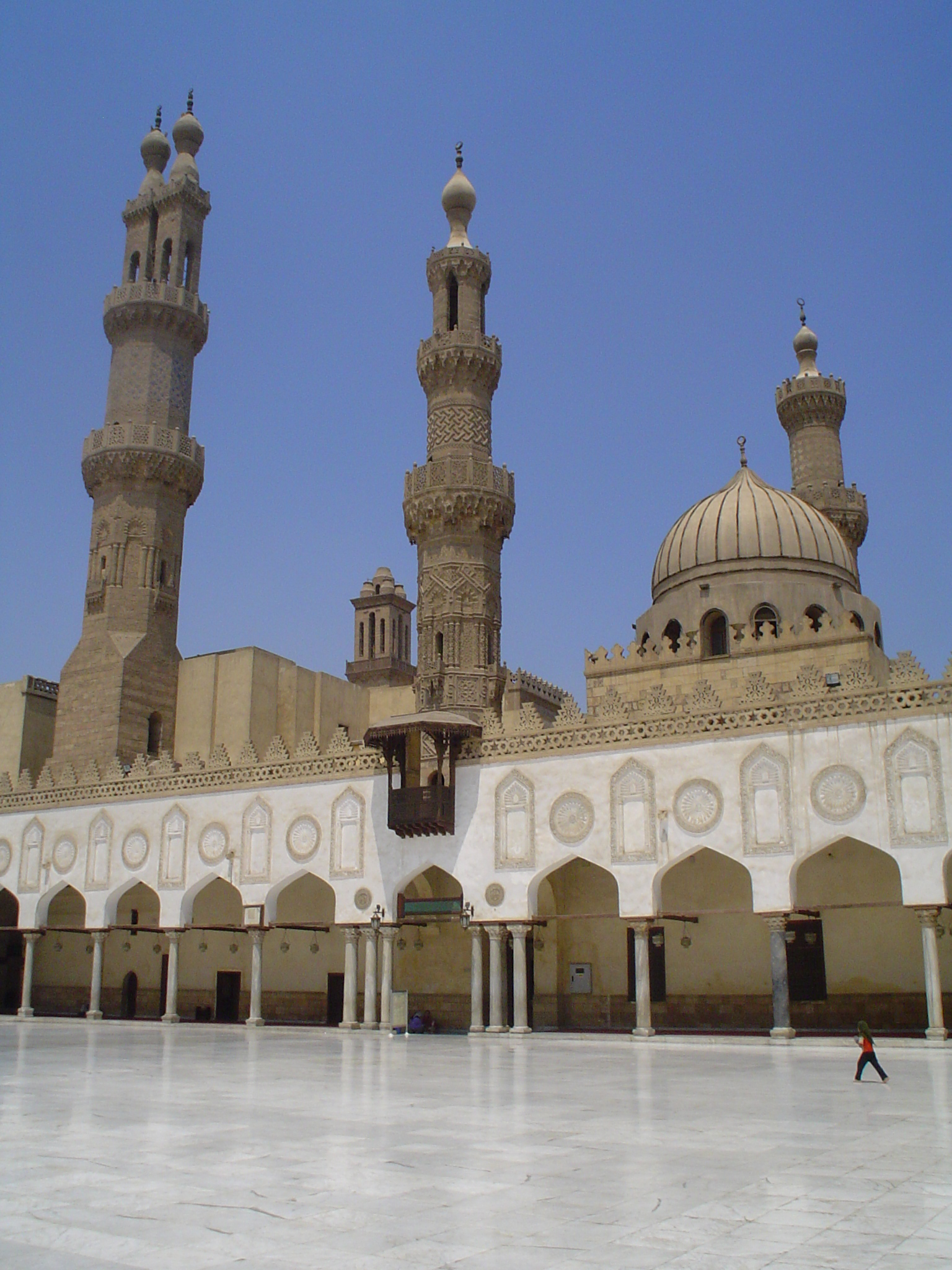
Meczet Al-Azhar zbudowany w czasach fatymidzkiego władcy Al-Aziza

Pierwszym Fatymidą rządzącym Egiptem był Al-Mu'izz, który dokonał jego podboju w roku 969. Był on znany z tolerancji wobec chrześcijan egipskich. Al-Mu’izz podczas swego panowania zdobył również Sycylię i wyprawił się na Syrię, gdzie jednak zmarł w roku 975. Jego następcą został młodszy z synów Al-Aziz (975–996). Kontynuował on podboje ojca opanowując ostatecznie Palestynę i Syrię oraz narzucając zwierzchnictwo Mekce i Medynie. Za jego rządów państwo Fatymidów osiągnęło apogeum swej potęgi, choć zdobycie Syrii miało spowodować szereg konfliktów z Bizancjum i państwami rządzącymi Irakiem (najpierw Hamdanidami, później Turkami Seldżuckimi). Al-Aziz kontynuował politykę tolerancji religijnej zapoczątkowaną przez swego ojca. Wywołał nawet oburzenie wśród muzułmańskich poddanych mianując na wiele ważnych stanowisk żydów i chrześcijan. Jest też znany jako protektor nauki i sztuki. Za jego panowania założono w Kairze jedną z najsławniejszych medres (uczelni) świata islamu – Al-Azhar, która funkcjonuje do dziś. Następcą Al-Aziza był jego syn Al-Hakim (996–1021). Nie kontynuował on polityki podbojów, gdyż coraz trudniej było utrzymać jedność wielkiego imperium. Jeszcze za jego poprzednika utracono kontrolę nad Marokiem (987). Za rządów zaś Al-Hakima uniezależniła się od Fatymidów Algieria (1015). W czasie swych rządów Al-Hakim stopniowo odchodził od polityki tolerancyjnej poprzedników i rozpoczął politykę islamizacji żydów i chrześcijan. W roku 1009 rozkazał nawet zburzyć Bazylikę Grobu Świętego w Jerozolimie (choć jej odbudowę rozpoczęto już 3 lata później). Mimo tego udało mu się ustanowić pokojowe stosunki z Bizancjum. Dochodziło też do kontrowersji pomiędzy wspieranymi przez niego isma’ilitami a stanowiącymi większość mieszkańców państwa sunnitami, co związane było z rywalizacją pomiędzy kalifatem kairskim i bagdadzkim.
Za następców Al-Hakima dynastia zaczęła wyraźnie słabnąć. Władcy często byli niepełnoletni, a państwem wstrząsały bunty religijne i społeczne, związane z latami nieurodzajów i wojen. W czasie długiego panowania Al-Mustansira (1036–1094) kraj nękały wystąpienia będących na służbie kalifa wojsk Berberów i Turków. Niszczyły one kanały i urządzenia irygacyjne, co zubożyło Egipt słynący z wysokich zbiorów zbóż. Fatymidzi utracili wówczas kontrolę nad krajem swego pochodzenia – Tunezją (1048). W latach 60. XI stulecia wojna między Berberami i wspierającymi ich wojskami sudańskimi a Turkami przybrała chroniczny charakter. Turcy kontrolowali Kair i dwór kalifa, Berberowie, panoszyli się na prowincji. Upadek znaczenia dynastii przypieczętowały wyprawy krzyżowe i powstanie Królestwa Jerozolimskiego (1099). Sukcesy chrześcijan w Palestynie podważyły fatymidzki prestiż obrońców islamu. Wprawdzie sam Egipt zdołał odeprzeć inwazję wojsk chrześcijańskich, jednak osłabione państwo padło wkrótce ofiarą nowej potęgi w regionie – sunnickiej dynastii Ajjubidów (1169).

### Sułtanat EgipskiAjjubidów(1169-1250)
Egipt został opanowany przez kurdyjską dynastię Ajjubidów w czasie wypraw krzyżowych i to właśnie walki i układy z chrześcijanami stały się głównymi problemami nowych panów Egiptu. Kair zdobył w 1169 roku Szirkuh, ale to jego bratanek, Saladyn (1171–1193) był właściwym założycielem dynastii i potęgi nowego państwa. Ajjubidzi – mimo że tytułowali się sułtanami Egiptu – środek ciężkości państwa przenieśli na północ, do Syrii, a Damaszek był wówczas równorzędną Kairowi stolicą państwa. Sam Saladyn oprócz Egiptu kontrolował również Trypolitanię, wschodnią Tunezję, Al-Hidżaz, Jemen, Syrię i zachodnią część Mezopotamii. Był też zdobywcą Palestyny i pogromcą chrześcijańskiego Królestwa Jerozolimy. Świetne zwycięstwo nad armią krzyżowców pod Hattin w roku 1187 przyniosło mu nieśmiertelną chwałę w świecie islamu jako jednego z najwybitniejszych pogromców niewiernych. Zdobycie Jerozolimy ściągnęło na jego państwo III wyprawę krzyżową (1189–1192), którą mimo utraty Akki zdołał odeprzeć. Saladyn zasłynął jako polityk zręczny i przy tym umiarkowany, opiekun sztuki i nauki (zwłaszcza medycyny). Po jego śmierci państwo zostało podzielone między jego krewnych – brata i synów, którzy wkrótce rozpoczęli wewnętrzne walki i osłabili potęgę dynastii.

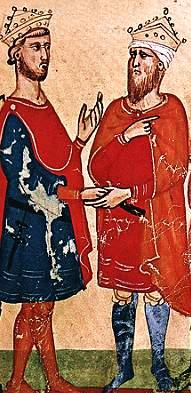
Sułtan Al-Kamil (po prawej) spotyka się z Fryderykiem II

Najbardziej znanym następcą Saladyna był sułtan Al-Kamil (1218–1238), który popierał kontakty handlowe z miastami włoskimi. Mimo tego musiał odeprzeć V wyprawę krzyżową, której celem był podbój Egiptu. Krzyżowcy zdobyli nawet ważną twierdzę na drodze do Kairu – Damiettę (listopad 1219 roku). Al-Kamil zaproponował wówczas krzyżowcom zwrot Jerozolimy w zamian za wycofanie się z Egiptu, jednak pewni zwycięstwa legaci papiescy odrzucili te propozycje. Wówczas Al-Kamil okrążył ich armię, która wyruszyła na Kair i zmusił do kapitulacji (lipiec 1220). W trakcie wojny z krzyżowcami sułtan spotkał się ze św. Franciszkiem – spotkanie to przyczyniło się do przychylniejszego nastawienia władcy do chrześcijan.
W roku 1229 doszło do niezwykłego traktatu pomiędzy cesarzem rzymskim Fryderykiem II a Al-Kamilem. Sułtan nie podjąwszy walki z krzyżowcami oddał w ręce chrześcijan miejsca święte w Palestynie z Jerozolimą i Betlejem na czele. Była to niezwykle humanitarna próba zażegnania kolejnych wypraw krzyżowych i pogodzenia zwaśnionych religii.
Mimo że następcy Al-Kamila zdołali pokonać krzyżowców i odebrać im ostatecznie Jerozolimę (1244), to sama dynastia Ajjubidzka pogrążyła się w walkach wewnętrznych. Wykorzystali to mamelucy – których potęga w XIII wieku bardzo wzrosła i w latach 1250–1258 odsunęli Ajjubidów od rządów w Egipcie. Dynastia dłużej przetrwała w Syrii, ale i tam wkrótce dosięgły ich armie mameluków.

## Egipt mameluków (1250-1517)
Osobną epokę w historii muzułmańskiego Egiptu stanowią czasy mameluków, którzy rządzili Egiptem przez ponad dwa i pół stulecia i stworzyli najtrwalsze państwo w średniowiecznej historii tego kraju. Państwo to nie cieszy się w historiografii (zwłaszcza egipskiej) dobrą opinią. Wynika to z dwóch faktów. Po pierwsze mamelucy byli obcego, głównie kaukaskiego pochodzenia. Po drugie po podboju tureckim zachowali swą uprzywilejowaną pozycję i w czasach nowożytnych stali się zarówno rzecznikami tureckiego panowania, jak i przeciwnikami nowoczesnych reform. Jednak mimo swej niestabilności państwo mameluków w Egipcie okazało się trwalsze niż jakiekolwiek inne w epoce średniowiecza. Mamelucy pokonali niezwyciężonych dotychczas Mongołów oraz dali w Kairze schronienie ostatnim kalifom abbasydzkim, którzy musieli uciekać po zniszczeniu przez Mongołów Bagdadu (1258). Epokę mamelucką tradycyjnie dzieli się na dwa okresy, którym przypisuje się dwie umowne „dynastie”. Byli to pochodzący ze stepów czarnomorskich kipczaccy Bahryci, oraz wywodzący się z regionu kaukaskiego czerkiescy Burdżyci. Nie były to dynastie w znaczeniu rodziny, choć niektórzy władcy byli rzeczywiście ze sobą spokrewnieni.

### Bahryci (1250-1382)

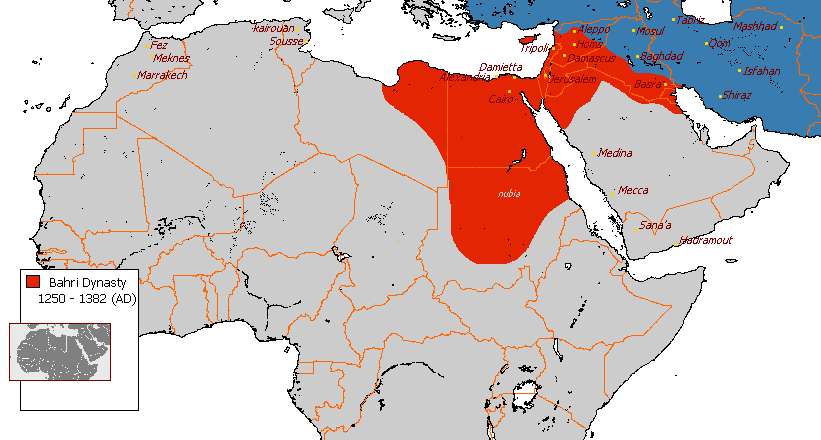
Najdalszy zasięg terytorialny państwa Bahrytów

Pierwsi mamelucy zdobyli władzę w trakcie walki w łonie dynastii ajjubidzkiej. W pierwszej chwili do sukcesu Bahrytów przyczyniła się Szadżar ad-Durr, wdowa po jednym z sułtanów ajjubidzkich, która w latach 1250-57 współrządziła krajem. Gdy jednak jej żądza władzy stała się zbyt silna, została usunięta przez przybranego syna. W kilkuletniej walce o władzę zwyciężył ostatecznie Bajbars (1260-1277), jeden z dowódców w zwycięskiej dla mameluków bitwie pod Ajn Dżalut, gdzie 3 września 1260 pokonali Mongołów. Wstąpienie na tron Bajbarsa zapoczątkowało rządy pierwszej „dynastii” mameluckiej – Bahrytów. Nazwa ta oznaczała niewolników „morskich” od wyspiarskiego garnizonu w jakim służyli pochodzący z tej dynastii władcy. Bajbars okazał się władcą energicznym i wkrótce rozpoczął scalanie ziem należących wcześniej do Egiptu. Przywrócił zwierzchność Kairu nad Palestyną i Syrią, a następnie rozpoczął podbój ostatnich miast należących do krzyżowców. W odróżnieniu od Ajjubidów (w tym słynącego z umiarkowania i tolerancji Saladyna), Bajbars rozkazał mordować ludność chrześcijańską, a niektóre miasta zrównano z ziemią. Bezwzględna walka z niewiernymi dała mu sławę władcy bojownika za wiarę.

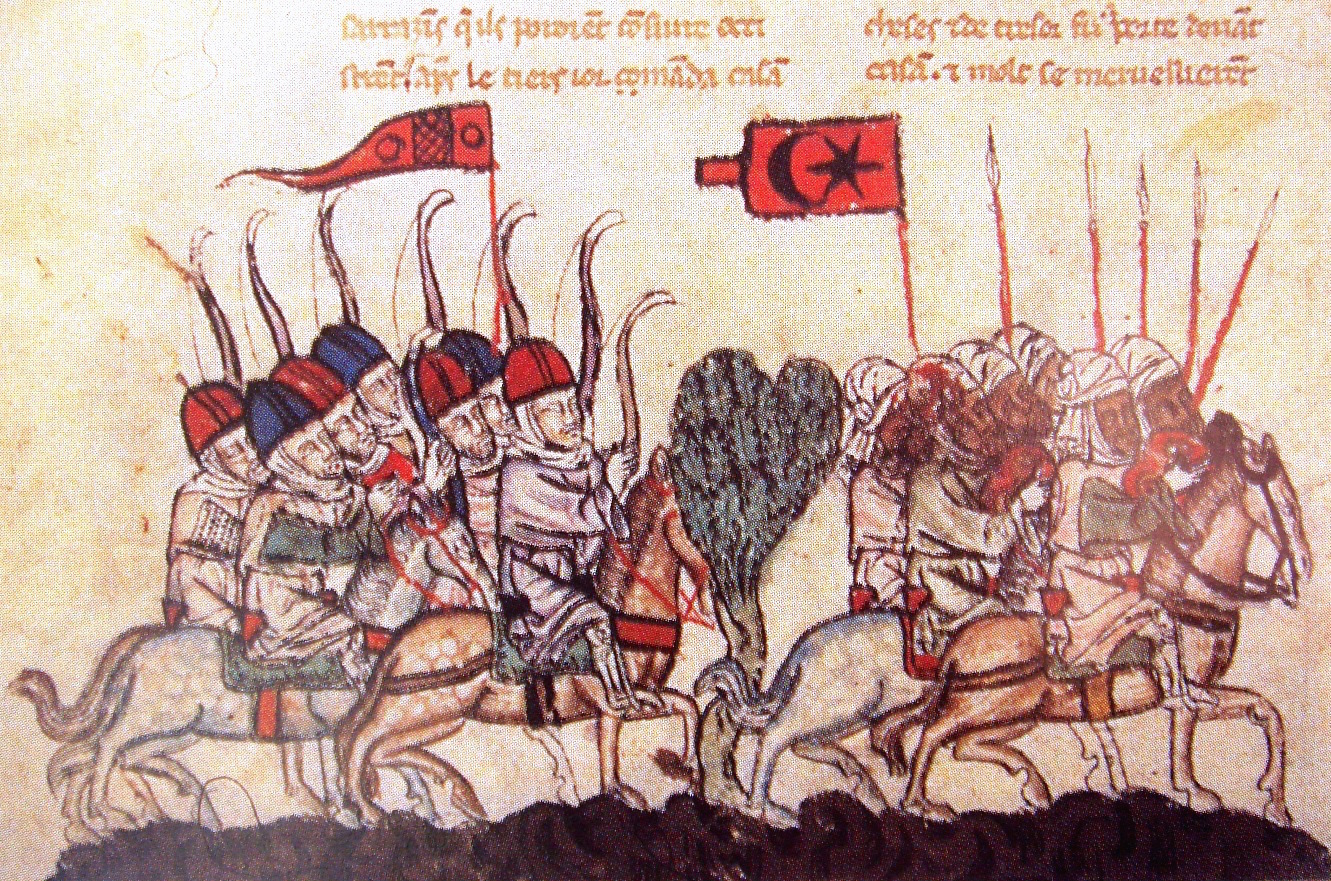
Jazda mamelucka i mongolska w bitwie pod Homs

Następcy Bajbarsa umocnili pozycję Egiptu mameluków wśród państw muzułmańskich. Sułtan Kalawun al-Alfi (1279-1290) w roku 1281 w bitwie pod Homs pokonał ostatecznie armię mongolską oraz zdobył ważne chrześcijańskie miasto-twierdzę Trypolis (1289). Jego syn i następca Al-Aszraf Chalil (1290-93) zdobył 18 maja 1291 roku Akkę, a wkrótce pozostałe posiadłości chrześcijańskie, co położyło kres obecności krzyżowców w Palestynie.
Al-Aszraf zapisał się w historii również stworzeniem nowej gwardii mameluckiej złożonej z Czerkiesów – tzw. Burdżytów, którzy w XIV wieku przejęli rządy po kipczackich Bahrytach. Za rządów An-Nasir Muhammada (1293-1341 z przerwami) odparto ostatnie ataki mongolskie ze strony Hulagidów (zwycięstwo pod Mardż al-Saffar w 1303). An-Nasir sprawował autorytarne rządy usuwając wszystkich rywali do tronu. Był też ostatnim sułtanem bahryckim cieszącym się autorytetem w kraju i poza jego granicami. Mimo tego nie utrwaliły się w Egipcie mameluków rządy dziedziczne. Obejmujący władzę sułtani musieli podpisywać układy intronizacyjne, które przedkładali im możni mameluccy. Osłabiało to w wyraźny sposób pozycję władcy i doprowadzało do częstych rewolt i uzurpacji. Ostatnim sukcesem dynastii bahryckiej był podbój królestwa Armenii Mniejszej i przyłączenie całej Cylicji (1375).

### Burdżyci (1382-1517)
Ostateczny upadek Bahrytów nastąpił gdy tron przejął czerkieski mameluk o imieniu Barkuk. Zdobył on władzę w wyniku intrygi pałacowej w listopadzie 1382 roku. Władza Barkuka była silna i zdołał on zapewnić następstwo swym synom i faworytom, którzy rządzili Egiptem po jego śmierci przez następne 60 lat. Mimo tego ustrój oligarchii wojskowej utrzymał się także pod panowaniem quasi-dynastii Burdżytów. Pozycja polityczna Egiptu w regionie znacznie osłabła w wyniku najazdu Timura, który w 1400 roku zrównał z ziemią Aleppo i nie niepokojony przez wojska mameluckie zmusił do poddania się i ograbił Damaszek (styczeń 1401). Mamelucy zdołali przywrócić swe zwierzchnictwo nad północną Syrią po rychłej śmierci mongolskiego wodza (1405). 

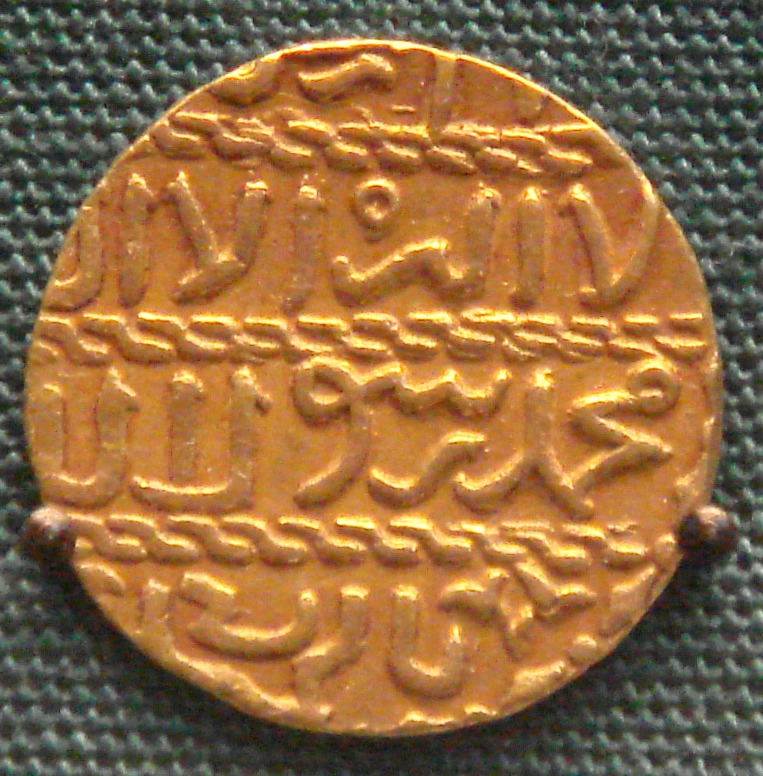
Złota moneta Barsbaja

#### Barsbaj i Kajtbaj
Jedynym znaczącym władcą mameluckim wywodzącym się z otoczenia Barkuka był jeden z jego byłych niewolników, Barsbaj (1422-1438). Zdołał on złamać przewagę łacinników na morzu i w wyniku kilku wypraw morskich na Cypr sprowadził ten kraj do rzędu podległego. Barsbaj przywrócił też realną i ściślejszą kontrolę mameluków nad Al-Hidżazem i świętymi miastami islamu. Silna kontrola wybrzeży Morza Czerwonego i Śródziemnego umożliwiła również czerpanie zysków z handlu Europy z Indiami. Widząc rosnącą potęgę Turków Osmańskich podporządkował Barsbaj mamelukom szereg państewek i ziem w północnej Syrii, wschodniej Anatolii i Cylicji. Stały się one buforem między wpływami obydwu państw i aż do początku XVI wieku ochraniały mameluków przed inwazją turecką.
Ostatnim silnym władcą mameluckim był Kajtbaj (1468-1496), który musiał militarnie stawić czoła zagrożeniu osmańskiemu. Obrany władcą w wyniku kompromisu pomiędzy zwalczającymi się frakcjami, stał się wzorem umiarkowanego i rozsądnego władcy. Wiele podróżował i doglądał liczne budowy przez siebie zarządzone. Wsławił się również hojnymi darami wobec ubogich. W tym czasie jednak poważnym przeciwnikiem sułtanatu egipskiego w regionie stała się osmańska Turcja. Wojna turecko-mamelucka (1485-1491) rozpoczęła się atakiem Turków od strony lądu i morza. Mimo przewagi na morzu i zajęciu Adany ulegli Osmanowie w polu ciężkiej jeździe mameluckiej dwukrotnie (1486 i 1488). Jednak również kontrofensywa mameluków w Anatolii okazała się fiaskiem (1490). Ostatecznie pokój zawarty w roku 1491 utrzymał dotychczasową granicę. Było to tylko prestiżowe zwycięstwo sędziwego Kajtbaja, który pod koniec życia był uważany za największego władcę ówczesnego świata islamu. Wojna z Turcją wyczerpała skarb sułtanatu i pozwoliła Wenecjanom zająć podległy mamelukom Cypr (1489).

#### Upadek państwa mameluków
Sułtanat mimo swej potęgi militarnej i widocznego za Kajtbaja bogactwa miał przestarzałą armię pozbawioną artylerii, oraz zacofaną gospodarkę i mało wydolną, skorumpowaną administrację. Rządy wojskowe wprowadzone przez mameluków nie sprzyjały rozwojowi własnej wytwórczości, a bogactwo rządzących wynikało bardziej z wyzysku licznych chłopów i z kontroli handlu tranzytowego niż z rozwoju gospodarki. Handel ze wschodem zaczął przeżywać wstrząsy po tym gdy do wybrzeży Indii dopłynęli pierwsi Portugalczycy (1498). Aktywność kupców portugalskich doprowadziła do wybuchu wojny na Oceanie Indyjskim (1505). Mamelucy mimo wsparcia Wenecjan i lokalnych sułtanatów indyjskich nie zdołali usunąć przybyszów, którzy zdobywali kolejne bazy w Indiach, Afryce Wschodniej i Omanie. Wyczerpujący konflikt doprowadził do całkowitego załamania się handlu tranzytowego. To osłabienie państwa nastąpiło w obliczu kolejnej inwazji tureckiej. Sułtan turecki, Selim I w bitwie pod Mardż Dabik (24 sierpnia 1516) całkowicie rozbił tradycyjną armię mamelucką wykorzystując nowoczesną artylerię i arkebuzy. W bitwie tej zginął również sułtan egipski, Kansuh al-Ghauri. Dzięki temu zwycięstwu Turcy bez oporu opanowali Syrię, a po kolejnym zwycięstwie również Palestynę. Tymczasem nowy sułtan egipski, Tumanbaj uzbroił kolejną armię, w której znalazła się nawet niewielka liczba dział dostarczonych przez Wenecjan. Jednak słabo wyszkolone wojska egipskie ponownie uległy przewadze tureckiej (bitwa pod Ar-Rajdanijją, 22 stycznia 1517). Spowodowało to wkrótce upadek Kairu (30 stycznia 1517) i ostateczną klęskę Tumanbaja, którego schwytano i stracono w kwietniu tego roku.
Upadek państwa mameluckiego kończy umownie historię średniowiecznego Egiptu. Inwazja turecka otwiera jednocześnie prawie 300-letni okres w historii tego kraju, w którym Egipt nie był ośrodkiem niezależnego państwa, a jedynie mniej lub bardziej podległą prowincją obcego imperium.